# 亨廷頓湖 (加利福尼亞州)
亨廷頓湖（英語：Huntington Lake）是位於美國加利福尼亞州佛雷斯諾縣的一個非建制地區。該地的面積和人口皆未知。

## 地理
亨廷頓湖的座標為37°13′54″N 119°14′09″W / 37.23167°N 119.23583°W，而該地的平均海拔高度為2142米（即7027英尺）。